# 누마키촌 (미에현)
누마키촌(沼木村)은 미에현 와타라이군에 있던 촌이다. 현재의 이세시 서쪽 끝, 미야강 하류 우안에 해당한다.

## 역사
- 1889년 4월 1일 - 정촌제 시행에 의해 와타라이군 누마키촌이 성립하였다.
- 1955년 4월 1일 - 이세시에 편입해, 동일 누마키촌은 폐지되었다.

## 참고문헌
- 角川日本地名大辞典 24 三重県